# Parkin
Parkin lub Perkin to miękkie ciasto tradycyjnie robione z płatków owsianych oraz podobnego do melasy czarnego syropu, który powstał w Północnej Anglii. Często kojarzony jest z Yorkshire, zwłaszcza z okolicami Leeds. Początki tego dania nie są dokładnie znane, ale cieszy się on popularnością w innych rejonach, np. Lancashire. Parkin jest zazwyczaj wilgotny lub nawet czasami lepki. W Hull i wschodnim Yorkshire jest bardziej suchy niż w innych rejonach i fakturą przypomina biszkopt. Parkin jest tradycyjnie spożywany 5 listopada, w dniu Guya Fawkesa, cieszy się uznaniem również przez resztę roku. W całym hrabstwie Yorkshire wypiekany jest komercyjnie, w innych rejonach jako produkt na użytek własny.
Głównym składnikiem parkinu z Yorkshire jest mąka, płatki owsiane, czarny syrop, tłuszcz (tradycyjnie smalec, jednak we współczesnych przepisach używane jest masło lub margaryna), brandy oraz imbir. Podczas gdy możliwe jest znalezienie przepisów, które pomijają płatki owsiane lub syrop, a nawet i jedno i drugie, to te składniki powszechnie uznawane są za szczególne dla parkinu z Yorkshire. Gdyby nie one, ciężko byłoby go odróżnić od zwyczajnego piernika. Obydwa składniki były ważne dla diety północnej klasy pracującej z przełomu XVIII i XIX wieku, więc całkiem prawdopodobne jest, że parkin rozwijał się w tamtym okresie rewolucji przemysłowej. Jednakże parkin z Lancashire pieczony jest z wykorzystaniem złotego syropu i dodatkowego cukru. Sekretem dobrego parkinu jest tekstura.
Mąka używana do wypieku parkinu w Anglii jest „samorosnąca”, tzn. zawiera niewielką ilości zaczynu. Jeżeli taka mąka nie jest dostępna albo proporcja płatków owsianych jest zbyt duża,  niezbędnie należy dodać więcej zaczynu np. proszku do pieczenia lub mieszanki sody oczyszczonej oraz winnego kamienia.

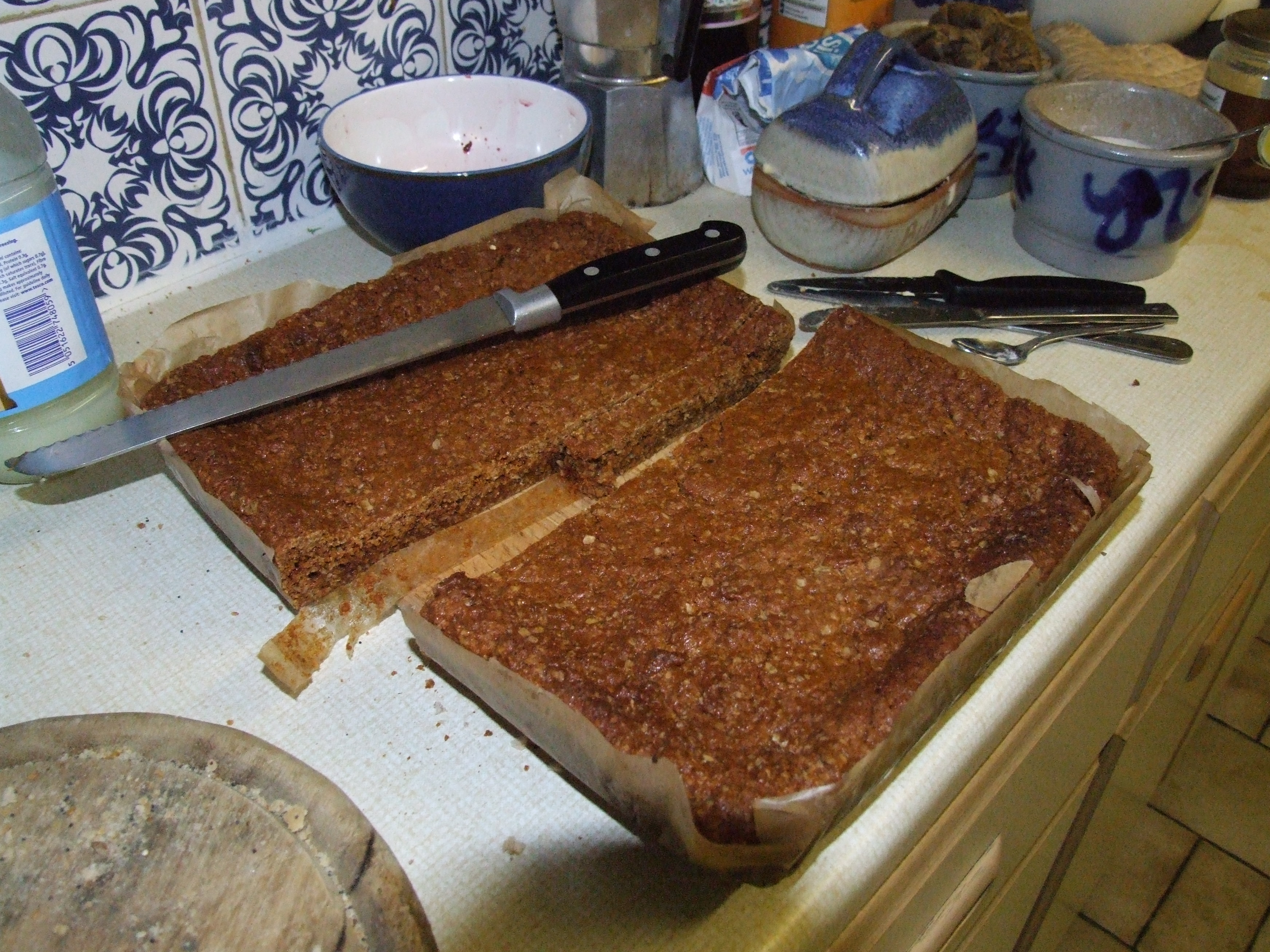
Parkin z Lancashire prosto z pieca.

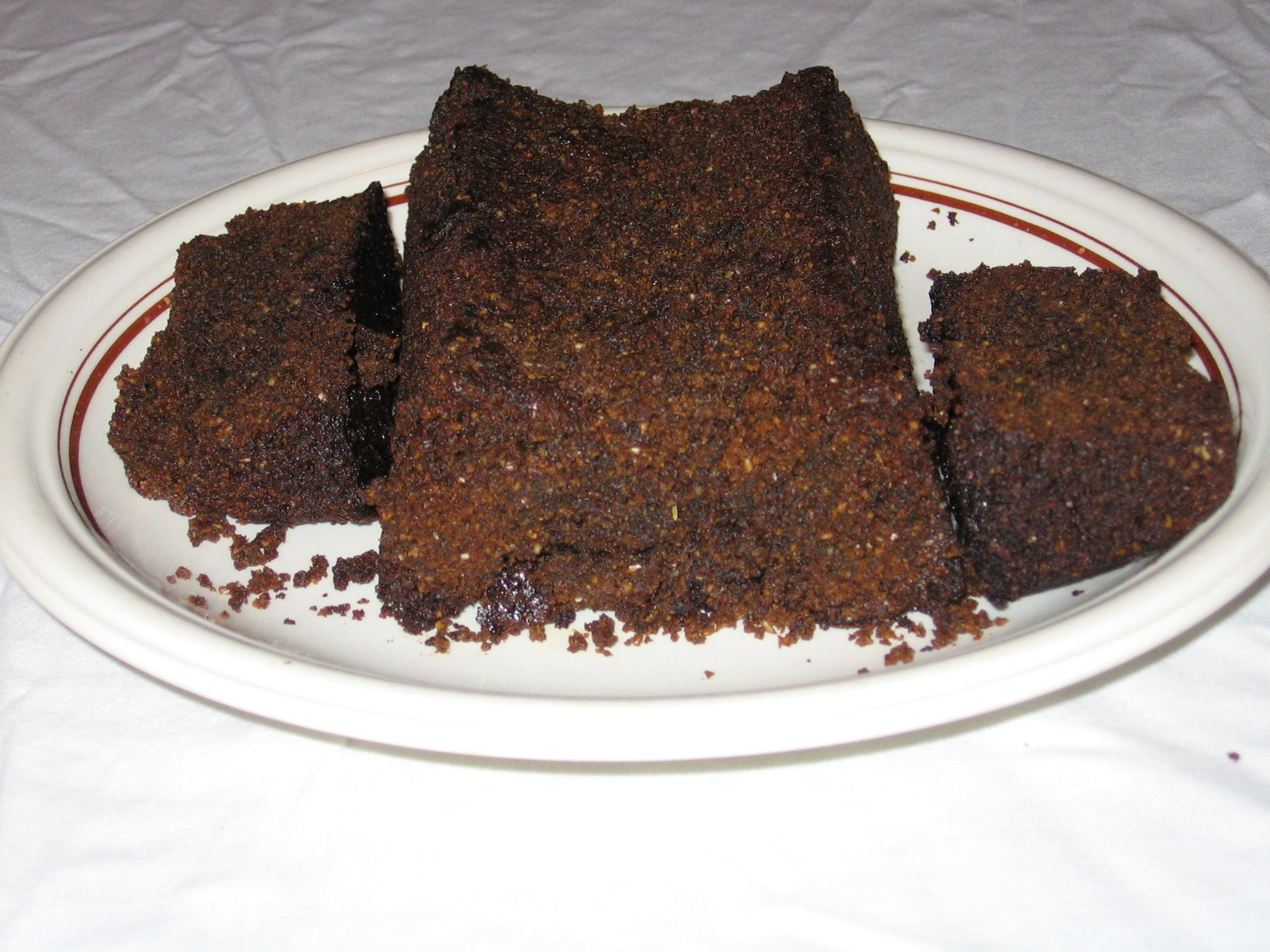
Więcej syropu lub brązowego cukru sprawi, że parkin będzie miał ciemny kolor.

Jedną z głównych cech parkinu jest to, że dobrze zachowuje swoją fakturę i może być przechowywany do dwóch tygodni w szczelnym pojemniku lub blaszce. Koneserzy preferują ciasto bardziej dojrzałe. Jedzenie świeżego parkinu jest zazwyczaj źle postrzegane, chociaż czasami jest spożywany z nadzieniem owocowym do tart (np. jabłkowym lub agrestowym). W takiej wersji byłoby bardziej odpowiedni dla klasy pracującej jako odświętny deser, który zajmowałby mało miejsca jako część drugiego śniadania w dni pracujące. Często podaje się nazwę perkin, która jest tak wymawiana w Midlands, mimo zachowania zwyczajnej pisowni. Zarówno Parkin jak i Perkin to zdrobnienia od imienia Peter. To także pospolite nazwiska angielskich rodzin i były używane jako zdrobniałe formy chrześcijańskiego imienia Piotr.